# Caltabellotta
Caltabellotta település Olaszországban, Szicília régióban, Agrigento megyében. Lakosainak száma 3194 fő (2023. január 1.). Caltabellotta Bisacquino, Burgio, Calamonaci, Chiusa Sclafani, Giuliana, Ribera, Sambuca di Sicilia, Sciacca és Villafranca Sicula községekkel határos.

## Népesség
A település népességének változása:
| Lakosok száma | 3615 | 3566 | 3194 |
|               | 2017 | 2018 | 2023 |